# قائمة الحدائق في أيرلندا الشمالية
قائمة بالحدائق في أيرلندا الشمالية :
1- حدائق بلفاست النباتية
2- ضيعة كلاندبوي
3- حديقة دريناغ
4- حديقة ماونت ستيوارت
5- حديقة راولانس
6- حديقة السير توماس والليدي ديكسون